# Alexandr Culukidze
Alexandr „Saša“ Grigorjevič Culukidze (rusky Александр Григорьевич Цулукидзе, gruzínsky ალექსანდრე წულუკიძე; 1. listopadu 1876, Choni – 8. června 1905, Kutaisi) byl gruzínský revolucionář, novinář a Stalinův přítel z mládí.

## Životopis
Pocházel z prominentní knížecí rodiny. Jeho otec patřil ke starému vznešenému rodu.
Roku 1896 vstoupil do Kutaisiské marxistické organizace. Roku 1897 začal studovat na Lomonosovově univerzitě a účastnil se ilegálních studentských aktivit. Do Gruzie se vrátil v roce 1899.
Začal organizovat sérii dělnických stávek v Tbilisi, Batumi, a dalších gruzínských městech. Roku 1903 přistoupil k bolševikům. Spolu s Ladem Kecchovelim a Josifem Džugašvilim založil noviny „Brdzola“, v nichž kritizoval legální marxisty, nacionalisty a menševiky, z nichž nejvíc kritizoval Noea Žordaniju.
Po revoluci roku 1905 byl krátce uvězněn v Metechi. Poté, co byl propuštěn, onemocněl tuberkulózou a brzy zemřel. Na jeho pohřbu byly přítomny tisíce revolucionářů, kteří zpívali francouzskou hymnu a revoluční píseň La Marseillaisa.
V letech 1936 až 1990 neslo jeho rodné město Choni na jeho počest jméno „Culukidze“.